# هولي ونايت
هولي ونايت (بالإنجليزية: Holly Knight)‏ هي كاتبة غنائية ومغنية أمريكية، ولدت في القرن العشرين في نيويورك في الولايات المتحدة.

## وصلات خارجية
- هولي ونايت على موقع IMDb (الإنجليزية)
- هولي ونايت على موقع ميوزك برينز (الإنجليزية)
- هولي ونايت على موقع أول ميوزيك (الإنجليزية)
- هولي ونايت على موقع ديسكوغز (الإنجليزية)
- هولي ونايت على موقع قاعدة بيانات الفيلم (الإنجليزية)